# Les Dossiers de l'inspecteur Lavardin
Les Dossiers de l'inspecteur Lavardin est une série télévisée française créée par Dominique Roulet et Claude Chabrol, en quatre épisodes de 90 minutes, diffusée sur TF1 entre le 15 septembre 1988 et le 1er février 1990. Elle fait suite aux films Poulet au vinaigre (1985) et Inspecteur Lavardin (1986) de Claude Chabrol, qui mettent déjà en scène Jean Poiret dans le rôle de Lavardin.

## Synopsis
Cette courte série met en scène les enquêtes de l'inspecteur Lavardin, policier pince-sans-rire connu pour ses mauvaises manières.

## Distribution
- Jean Poiret : Inspecteur Jean Lavardin
- Roger Carel : le médecin légiste (épisode 1)
- Mario David : l'inspecteur Mario Orsini (épisode 1)
- Stéphane Audran

## Épisodes
Épisode 1 : L'Escargot noir
À Chinon, petite ville tranquille de Touraine, trois femmes sont tuées : l'épouse du pharmacien Picolet, celle de Pierre Tassin, puis Florence Saint-Martin. Étrangement, le tueur a laissé un escargot noir sur chacun des corps. L'inspecteur Lavardin enquête, assisté de Mario, policier dépêché de Tours. Il apprend qu'une autre femme a été assassinée à Paris trois mois plus tôt, dans les mêmes circonstances. Au fur et à mesure, il comprend que la clef du mystère réside dans le passé des victimes.
Épisode 2 : Maux croisés
Jean Lavardin passe quelques jours paisibles parmi les curistes et les touristes de la petite station thermale de Montecatini. Pour briser cette appréciable tranquillité, un jeu télévisé doit prochainement se dérouler dans la petite ville. L'émission sera retransmise en direct. Dès lors, chacun y va de ses préparatifs pour accueillir l'événement. Mais, un assassin sévit sur la personne de Claire Anello, une romancière à succès. Or, cette femme de milliardaire n'est pas la seule cible du tueur. Le finaliste du jeu est, lui aussi, retrouvé mort. Lavardin, venu se refaire une santé, n'a plus guère l'occasion de prendre les eaux. Il commence son enquête sans tarder.
Épisode 3 : Le Château du pendu
Alors qu'il est en vacances, Lavardin reçoit la visite d'une jeune femme qui lui demande de retrouver sa sœur Christine Février, partie étudier dans un château au Portugal. Arrivé sur les lieux, Lavardin constate que les maîtres des lieux comme leurs domestiques ont un comportement très étrange et que le château dégage une ambiance malsaine.
Épisode 4 : Le Diable en ville
Jérôme Pessac, un délégué syndical, est assassiné devant l'usine de Jacques Pincemaille, alors qu'il s’apprête à y lancer un mouvement de grève. Chargé de l'enquête, l'inspecteur Lavardin débarque dans la petite ville d'Arcachon.

## Audience
| Épisode                                                     | Jour de diffusion | Jour de diffusion | Nombre de téléspectateurs | PDM  |
| ----------------------------------------------------------- | ----------------- | ----------------- | ------------------------- | ---- |
| Les Dossiers de l'inspecteur Lavardin : L'escargot noir     | Redif.            | 22 mars 1990      | 8 910 000 millions        | 41 % |
| Les Dossiers de l'inspecteur Lavardin : Le château du pendu | Inédit            | 1er février 1990  | 6 930 000 millions        | 31 % |